# Mentawaimalkoha
De mentawaimalkoha (Phaenicophaeus oeneicaudus) is een vogel uit de familie Cuculiformes (koekoeksvogels). Eerder was dit een ondersoort van de roestbuikmalkoha (P. curvirostris).

## Verspreiding en leefgebied
De mentawaimalkoha komt voor op de Mentawai-eilanden ten westen van Sumatra.

## Status
De grootte van de populatie is niet gekwantificeerd maar er zijn geen aanwijzingen dat het voortbestaan van de soort in gevaar is. Op de Rode lijst van de IUCN heeft deze soort daarom de status niet bedreigd.